# 국민버스
국민버스는 대전광역시의 시내버스 운송 업체로 본사는 대덕구 신탄진동에 있다.

## 역사
1979년 계룡버스로부터 일부 차량을 양수받아 설립하였으며, 1984년 오정동으로 이전하여 2019년 12월 10일까지 사용하였고 2019년 12월 11일자로 구 서진운수-한일버스(신탄진동) 자리로 이전하였다.

## 운행 노선
- ● 71번: 대전동신과학고등학교 ~ 용호동, 막차는 직동에서 출발하여 남경마을까지 운행)
- ● 72번: 대청댐 ~ 달전리 (일부 시간대 신탄진시장 경유, 주말과 공휴일에는 대청공원까지 운행)
- ● 101번: 안산동 ~ 대전대성여고(금남교통과 공동운행)
- ● 617번: 비래동 ~ 변동오거리
- ● 705번: 신탄진 ~ 대전시청
- ● 707번: 대전역동광장 ~ 대전컨벤션센터
- ● 916번: 대전서남부터미널 ~ 만년동(한일버스와 공동운행)

## 보유 차량
대전교통, 한일버스처럼 전 차량이 자일대우버스였으나 2014년부터 대형차량 위주로 현대버스를 도입하고 있다.

#### 자일대우버스
- 자일대우 NEW BS090
- 자일대우 NEW BS110

#### KGM커머셜
- KGM 스마트 110

#### 현대자동차
- 현대 뉴 슈퍼 에어로시티
- 현대 저상 뉴 슈퍼 에어로시티

## 갤러리

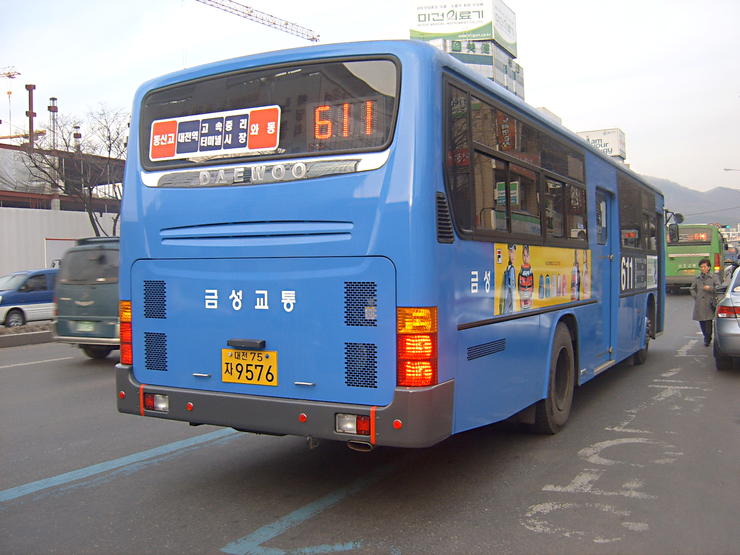
대전시내버스 611번